# Trichobolus
```

```

Trichobolus Sacc. – rodzaj grzybów z typu workowców (Ascomycota). Wszystkie gatunki to grzyby koprofilne.

## Systematyka i nazewnictwo
Pozycja w klasyfikacji według Index Fungorum: Ascodesmidaceae, Pezizales, Pezizomycetidae, Pezizomycetes, Pezizomycotina, Ascomycota, Fungi.
Takson utworzył w 1892 r. Pier Andrea Saccardo, nadając mu dwie nazwy: Thelebolus i Trichobolus. W 1967 r. James William Kimbrough i Roy Franklin Cain zaakceptowali tę drugą.
Gatunki:
- Trichobolus dextrinoideosetosus Doveri 2012
- Trichobolus octosporus J.C. Krug 1973
- Trichobolus pilosus (J. Schröt.) Kimbr. 1967
- Trichobolus sphaerosporus Kimbr. 1967
- Trichobolus vanbrummelenii Valldos. & Guarro 1988
- Trichobolus zukalii (Heimerl) Kimbr. 1967

Nazwy naukowe i wykaz gatunków na podstawie Index Fungorum.
W Posce występują: T. pilosus, T. sphaerosus i T. zukalii.